# Ardusat
Ardusat (in ungherese Erdődszád) è un comune della Romania di 2 832 abitanti , ubicato nel distretto di Maramureș, nella regione storica della Transilvania al confine col Distretto di Satu Mare
Il comune è formato dall'unione di 3 villaggi: Ardusat, Arieșu de Câmp, Colțirea.

## Amministrazione

### Gemellaggi
- Vernier, Svizzera